# I Am Ready, Warden
I Am Ready, Warden é um curta-metragem documental estadunidense de 2024 produzido e dirigido por Smriti Mundhra. O filme documenta os últimos dias antes de sua execução do condenado à morte do Texas, John Henry Ramirez. Teve sua estreia mundial no Big Sky Documentary Film Festival em 21 de fevereiro de 2024. Em 23 de janeiro de 2025, foi indicado ao prêmio de melhor documentário de curta-metragem no 97º Oscar.

## Enredo
O filme conta a história carregada de emoção de John Henry Ramirez, que foi condenado por assassinato e sentenciado à morte em 2008.

## Elenco
- John Henry Ramirez
- Aaron Castro
- Jan Trujillo
- Mark Gonzalez
- Israel A. Ramirez
- Pastor Dana Moore

## Lançamento
I Am Ready, Warden teve sua estreia mundial na Competição de Melhor Curta-Metragem, no Big Sky Documentary Film Festival em 21 de fevereiro de 2024.
Também foi apresentado no programa de qualificação para o Oscar na seção 'Shifting Perspectives' do Bend Film Festival em 10 de outubro de 2024, e em 21 de outubro no 33º Hot Springs Documentary Film Festival em Hot Springs, Arkansas. Em 20 de outubro, foi apresentado no 25º Festival de Cinema de Woodstock como evento especial.
O filme foi exibido no Doc NYC em 16 de novembro de 2024, no programa Shorts Precious Life.
O filme foi disponibilizado para streaming na Paramount+ em 22 de novembro de 2024. Foi disponibilizado gratuitamente em mais de 250 faculdades de direito dos Estados Unidos de 11 a 18 de janeiro de 2025.

## Prêmios e indicações
| Premiação                          | Data de cerimônia      | Categoria                             | Recipiente(s)      | Resultado | Ref.         |
| ---------------------------------- | ---------------------- | ------------------------------------- | ------------------ | --------- | ------------ |
| Bend Film Festival                 | 12 de outubro de 2024  | Melhor documentário de curta-metragem | I Am Ready, Warden | Venceu    | [ 16 ]       |
| Critics' Choice Documentary Awards | 10 de novembro de 2024 | Melhor documentário de curta-metragem | I Am Ready, Warden | Indicado  | [ 17 ]       |
| Cinema Eye Honors                  | 9 de janeiro de 2025   | Melhor curta-metragem de não ficção   | I Am Ready, Warden | Pré-lista | [ 18 ]       |
| Oscar                              | 2 de março de 2025     | Melhor documentário de curta-metragem | I Am Ready, Warden | Indicado  | [ 3 ] [ 19 ] |